# Nowhere Man (EP)
Nowhere Man (englisch sinngemäß für: Mann nach nirgendwohin) ist eine am 8. Juli 1966 veröffentlichte EP der britischen Rockband The Beatles. Es war die zwölfte EP der Beatles, die auf Parlophone (Katalognummer GEP 8952) veröffentlicht wurde. Alle vier Titel der EP stammen vom Album Rubber Soul. Die EP erschien ausschließlich in Mono.

## Hintergrund
Die Veröffentlichung der EP Nowhere Man erfolgte sieben Monate nach dem Erscheinen des Albums Rubber Soul im Dezember 1965. Zwischenzeitlich erschien im Juni 1966 die Single  Paperback Writer / Rain, sodass die EP Nowhere Man nicht mehr zeitnah veröffentlicht wurde.
Während in Großbritannien keine Single aus dem Album Rubber Soul ausgekoppelt wurde, entschied das Schallplattenlabel Odeon in Deutschland, die Singles Michelle / Girl (21. Januar 1966, Platz 6) und Nowhere Man / What Goes On (3. März 1966, Platz 3) zu veröffentlichen.
Am 16. Juli 1966 stieg die EP in die britischen EP-Charts ein; insgesamt hielt sich Nowhere Man 18 Wochen in den EP-Charts und erreichte Platz 4. In den britischen Singles-Charts konnte sich die EP nicht platzieren.

## Covergestaltung
Das Foto des Covers stammt von Robert Whitaker.

## Titelliste
Seite 1
1. Nowhere Man (Lennon/McCartney) – 2:45
Aufgenommen am 21. und 22. Oktober 1965. Gesungen von John Lennon.
2. Drive My Car (Lennon/McCartney) – 2:31
Aufgenommen am 13. Oktober 1965. Gesungen von Paul McCartney und John Lennon.

Seite 2
1. Michelle (Lennon/McCartney) – 2:39
Aufgenommen am 3. November 1965. Gesungen von Paul McCartney.
2. You Won’t See Me (Lennon/McCartney) – 3:23
Aufgenommen am 11. November 1965. Gesungen von Paul McCartney.

## Wiederveröffentlichungen
Die EP Nowhere Man wurde bis in die 1970er Jahre gepresst. Im Dezember 1981 erschien die EP als Teil des Boxsets The Beatles E.P.s Collection, das alle britischen EPs enthielt. Am 26. Mai 1992 erschien dieses Set mit dem leicht geänderten Titel The Beatles Compact Disc EP. Collection als CD-Ausgabe.